# Joop Crouwel

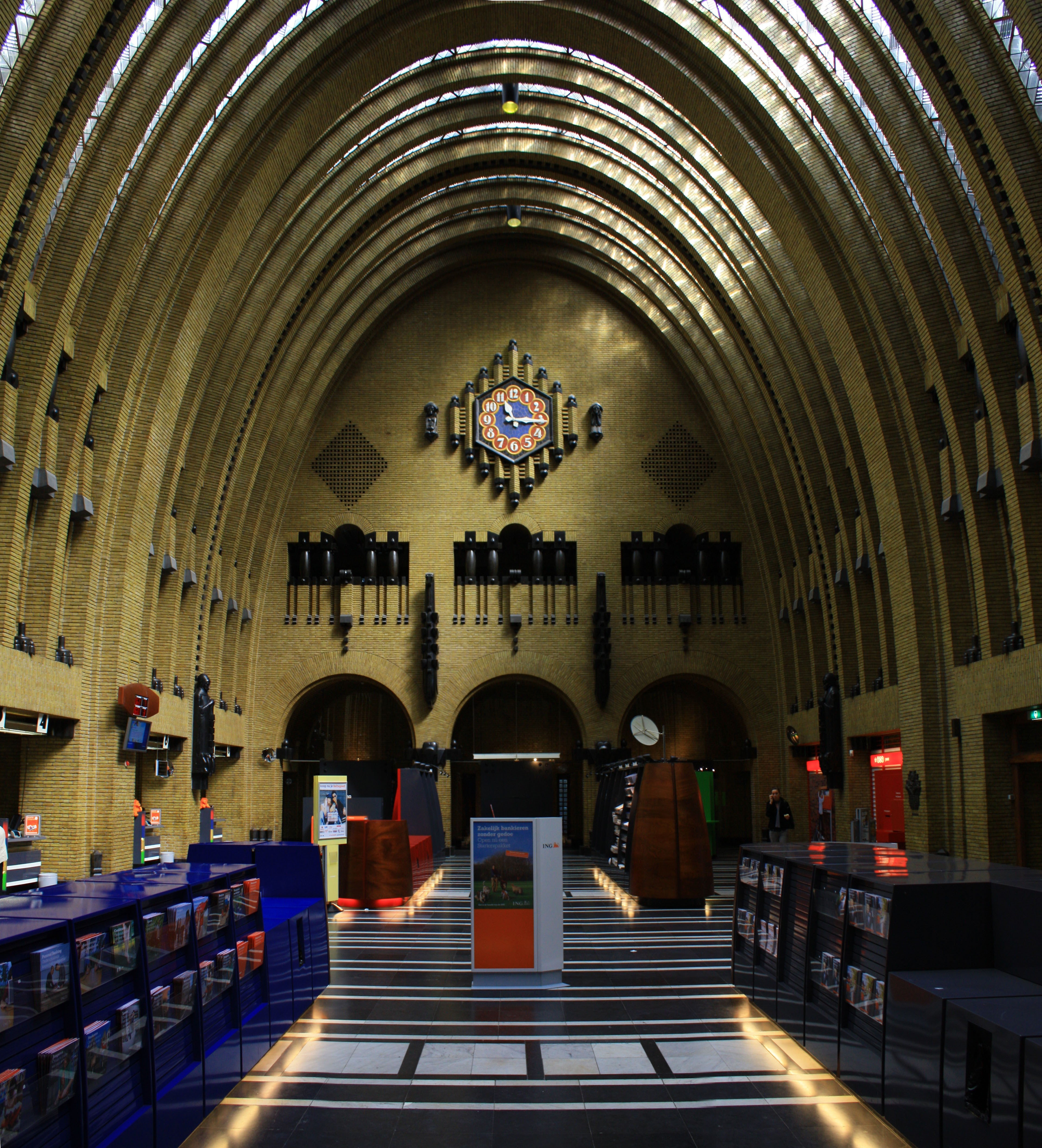
De centrale hal van het Utrechtse Hoofdpostkantoor met paraboolvormige bogen.

Joseph (Joop) Crouwel jr. (Amsterdam, 15 maart 1885 - Den Haag, 16 februari 1962) was een door de Amsterdamse School beïnvloede Nederlandse architect.

## Leven en werk
Crouwel trad na zijn opleiding aan de Quellinusschool in Amsterdam in dienst bij de bureaus van Karel de Bazel en H.P. Berlage. Hij besloot in 1917 om als architect bij de Landsgebouwendienst (die in 1922 opging in de nieuwe Rijksgebouwendienst) te gaan werken. Hij werd bij de Landsgebouwendienst 'Tweede District' adjunct-Rijksbouwmeester onder Rijksbouwmeester Henry Teeuwisse. 
Bij de Rijksgebouwendienst was hij tot zijn pensioen een van de hoofdarchitecten. Zijn vader was als bouwkundige eerder al verbonden geweest aan een ander Rijksbouwbureau, dat van de "Rijksbouwkundige voor de Gebouwen van Onderwijs enz.". Een van zijn achterneven was begin 21e eeuw de Rijksbouwmeester van de Rijksgebouwendienst: de bekende architect Mels Crouwel.
Crouwel ontwierp vooral veel gebouwen voor de PTT. De opvallendste werken van zijn hand zijn de postkantoren in Utrecht, Haarlem, Bussum, het verwoeste telefoon/telegraafgebouw in Arnhem, enkele gebouwen voor de Rijks Veeartsenijschool te Utrecht en een Rijks-H.B.S. in Harlingen. Na de Tweede Wereldoorlog bouwde hij onder andere een van de hoofdkantoren van de PTT bij de Kortenaerkade in Den Haag (rond 2000 gesloopt).

### Afbeeldingen

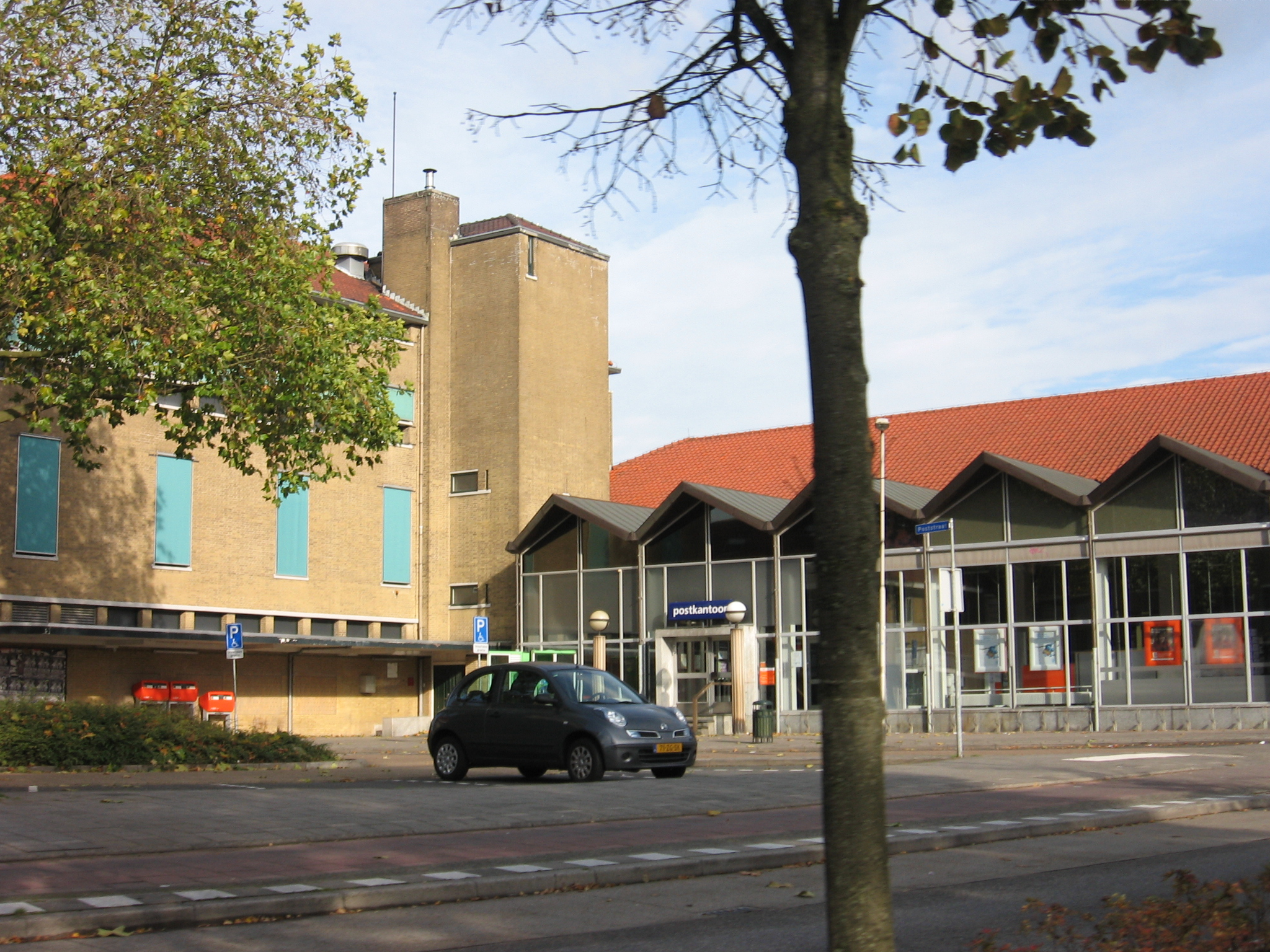
Postkantoor Bussum
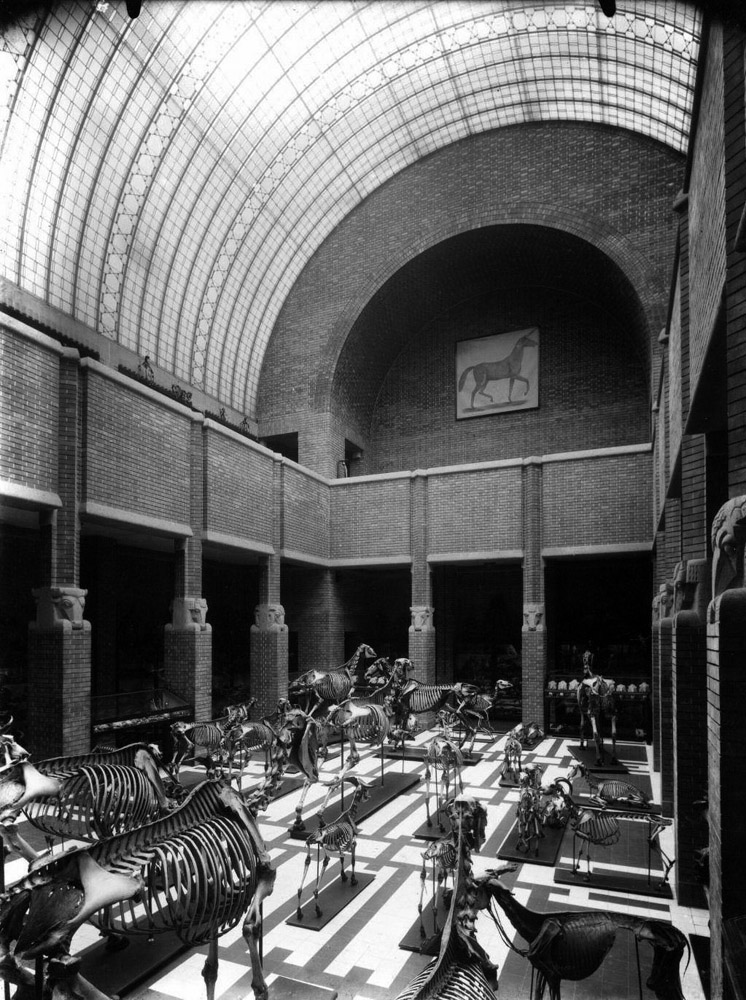
Anatomisch Instituut van de Rijks Veeartsenijschool te Utrecht (ca. 1919)
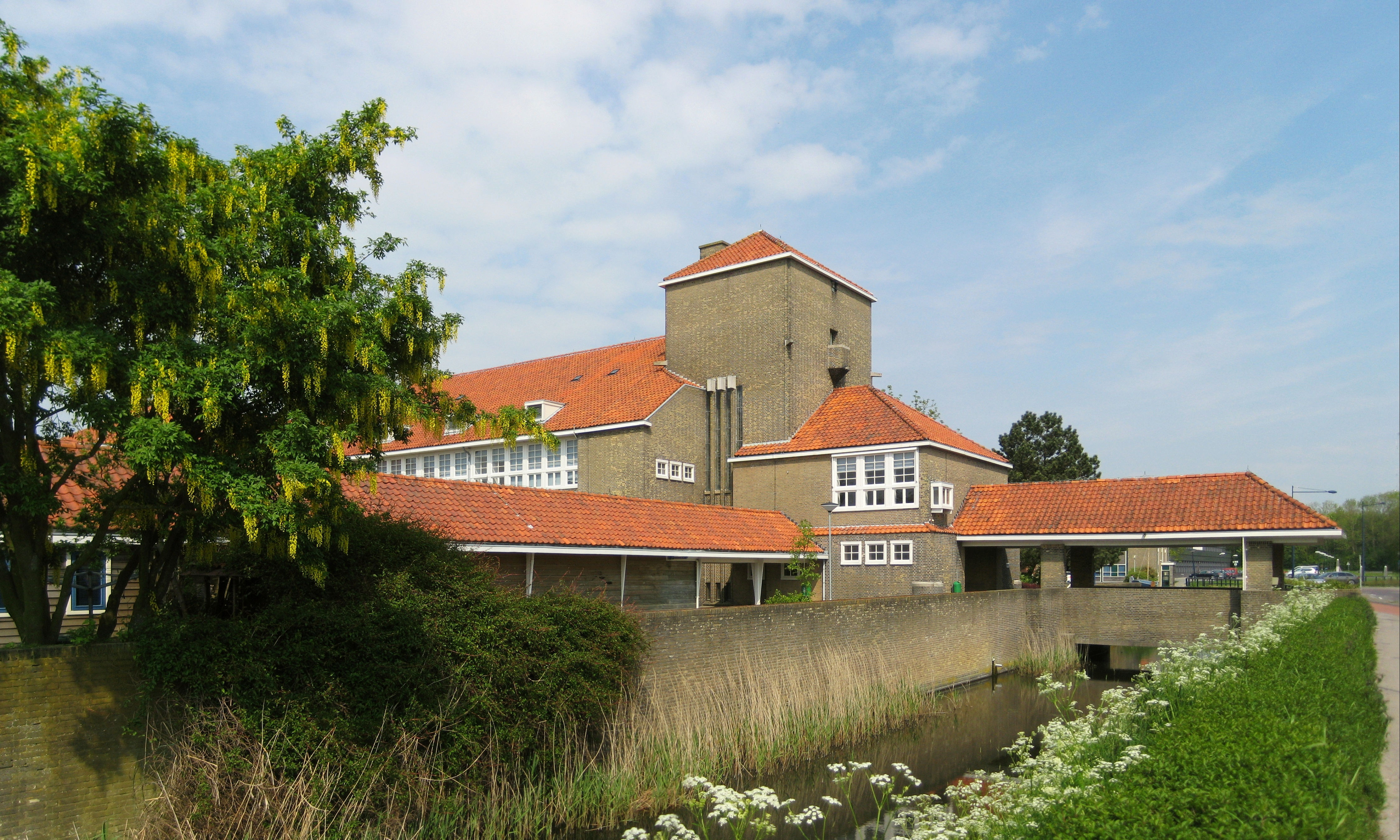
RHBS in Harlingen
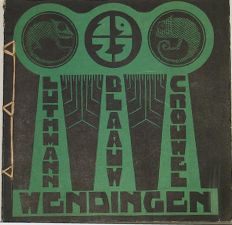
Wendingen (1923), deels over Crouwel
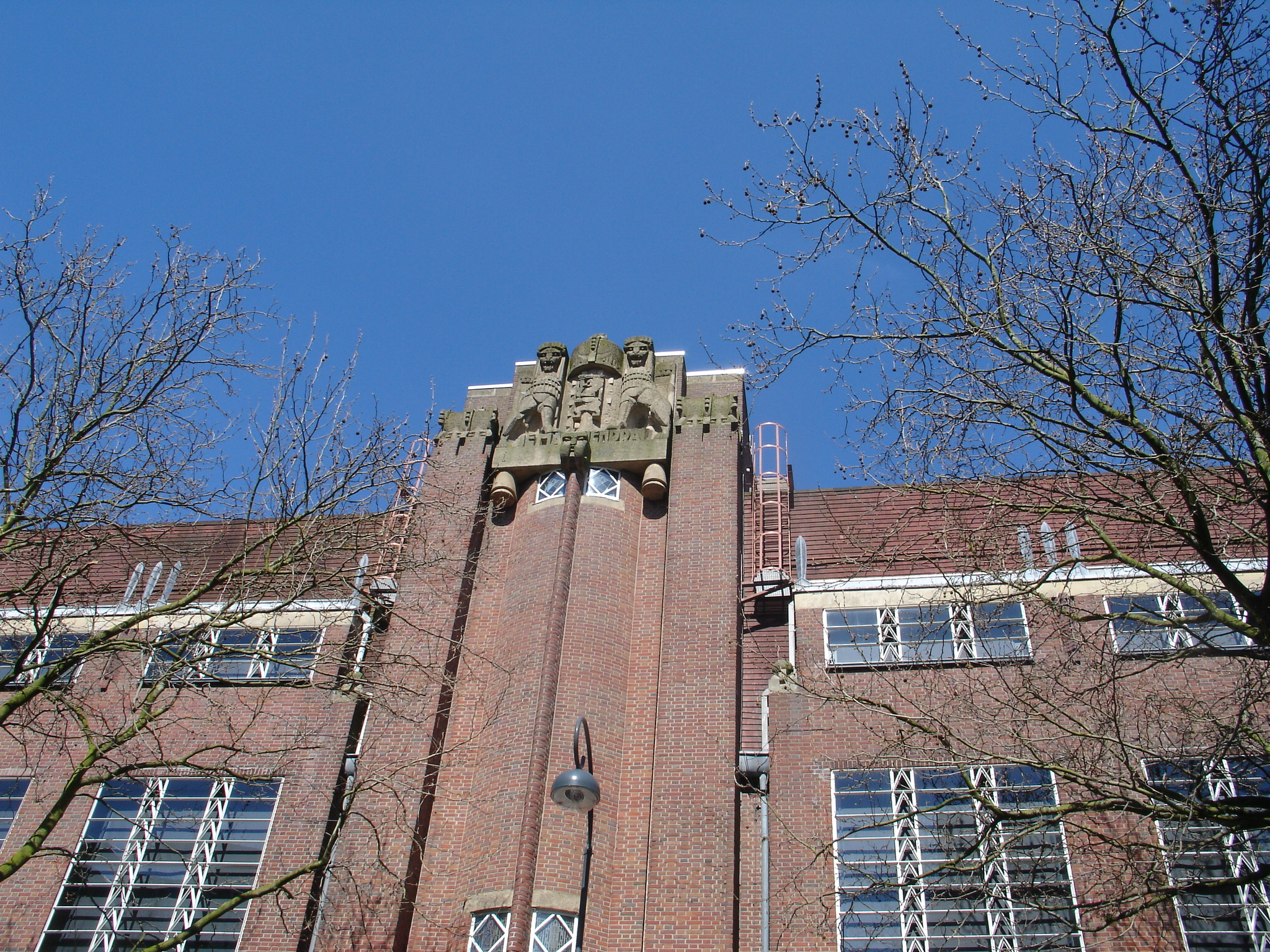
Voormalig Hoofdpostkantoor, te Haarlem (1919-20)